# Arkimandrit Sofrony
Arkimandrit Sofrony (ryska: Архимандрит Софроний, Archimandrit Sofronij; Сергей Семенович Сахаров, Sergej Semenovitj Sacharov), född 22 september 1896 i Moskva, död 11 juli 1993 i Tolleshunt Knights i Storbritannien, var en framstående teolog inom den rysk-ortodoxa kyrkan, som efter sin omvändelse 1925 bosatte sig på klostret Sankt Panteleimon på den grekiska halvön Athos där han levde fram till dess han 1959 bildade en kommunitet i Essex i England. Han har givit ut flera böcker.